# Convair XFY
Le Convair XFY (surnommé « Pogo ») est un avion militaire de la guerre froide construit par Convair pour l’United States Navy en 1953-1954 comme avion de chasse embarqué. Ce projet était très audacieux (l’appareil devait décoller et atterrir verticalement) et ne dépassa pas le stade du prototype. Il fut officiellement abandonné en 1956.

## Concept et tests
À la lumière de l'expérience de la bataille de l'Atlantique et de la guerre du Pacifique, l'aéronavale américaine souhaite un chasseur embarqué susceptible de décoller depuis un navire de petites dimensions et de revenir s'y poser afin d'assurer la protection des flottes et des convois de ravitaillement sans recourir à de coûteux porte-avions (même sous la forme plus modeste de porte-avions d'escorte). Un tel appareil pourrait être lancé depuis un simple cargo (comme les chasseurs Hurricane CAM ship catapultés) mais aussi y revenir (le Hurricat était un « avion jetable » à usage unique impliquant une éjection du pilote). C'est donc l'US Navy qui porte le projet (Cf la photo jointe) et rédige l'appel d'offre. En mai 1951, Convair (pour le XFY1) mais aussi Lockheed (pour le XFV « Salmon ») reçoivent la commande et le feu vert pour le développement des prototypes.
Les deux projets concurrents partagent la même motorisation : un turbopropulseur très puissant de 7100 CV (plus de 8 tonnes de poussée) l'Allison YT40 dont la poussée (à travers un doublet d'hélices contrarotatives) doit permettre d'arracher du sol une cellule pas trop lourde. Pour l'avion de série (forcément plus lourd en raison du système d'armes) les ingénieurs comptent sur une version plus puissante, l'Allison T54 (qui ne sera jamais développé).
Les ingénieurs de Convair dessinent un avion des plus inhabituels, avec des ailes delta et un empennage de grande taille avec une dérive en dessous du fuselage. Au sol l'appareil repose verticalement sur sa queue (d'où le terme de « tail-sitter » qui décrit ce type de conception en anglais) via quatre jambes télescopiques à suspension oléopneumatique pourvues de petites roulettes. 
Ces jambes de train télescopiques assez grêles évoquent les jouets favoris des enfants américains, les bâtons sauteurs à ressort (dits Pogo sticks) qui donneront son surnom à l'appareil.
Le siège éjectable du pilote est monté sur un berceau pivotant pour tenter de s'adapter à la fois à la position verticale (décollage et atterrissage) et horizontale (en vol).
En août 1954, le pilote d'essai James « skeets » Coleman (il fut le seul et unique volontaire) se retrouva face à la redoutable tâche de piloter cet appareil totalement différent de tout ce qui avait volé jusqu'alors. 
Le protocole d'essai fut prudent et gradué : l'appareil (prototype unique) fut placé dans un immense  hangar de dirigeables à Moffet Field (pour éviter les effets parasites du vent) et équipé d'une élingue placée sur un piton dans le nez (la casserole d'hélice étant démontée) et reliée à un treuil partant de la voûte du hangar (60 m de hauteur). 
Coleman était en liaison radio permanente avec le treuilliste (l'ingénieur développeur Bob mac Greary) qui dut à de nombreuses reprises lui sauver la mise en embraquant l'élingue (quatre câbles jouant le rôle de hâlebas partaient de la queue pour entraver l'appareil en cas de perte de contrôle). Coleman effectua pas moins de 60 heures de vol entravé avant de s'estimer assez maître de manœuvre pour risquer des vols en extérieur.
Le premier vol libre en extérieur  eut lieu le 1er août 1954 mais il fallut attendre le 5 novembre pour que soit tentée (et réussie) la manœuvre de transition du vol vertical vers l'horizontale et inversement). Suivant les propres paroles du pilote d'essai : « C'était un moteur expérimental, un appareil expérimental et un concept expérimental, c'est méchamment dur de ficeler tout çà ensemble sans avoir un tas de risques ». Construit léger, le XFV-1 était dépourvu d'aérofreins qui auraient simplifié la transition pré-atterrissage et l'atterrissage se faisait en regardant pardessus l'épaule, comme un automobiliste effectuant un créneau. Les essais furent également parasités par des avaries aux engrenages du boîtier de réduction entre la turbine et la double hélice. Même si Coleman parvint à effectuer régulièrement des vols avec transitions complètes devant un parterre d'amiraux et d'officiels, le projet fut assez rapidement abandonné.
En effet l'appareil (à hélices) était subsonique alors même que des chasseurs à réaction transsoniques (Mach 1)  et bi-soniques (Mach 2) étaient soit fonctionnels, soit en voie de finalisation.
L’État-major, tout en reconnaissant la maestria de Coleman (il recevra le très convoité Trophée Harmon, une sorte de « Prix Nobel de l'aviation » pour le développement du Convair Pogo) estimait que les pilotes ordinaires de l'aéronavale auraient le plus grand mal à rééditer ses exploits en conditions réelles, c'est-à-dire en se posant sur un navire soumis aux vents du large, au roulis et au tangage. L'unique prototype est désormais exposé au National Air and Space Museum.